# Benbefjädrad urdvärg

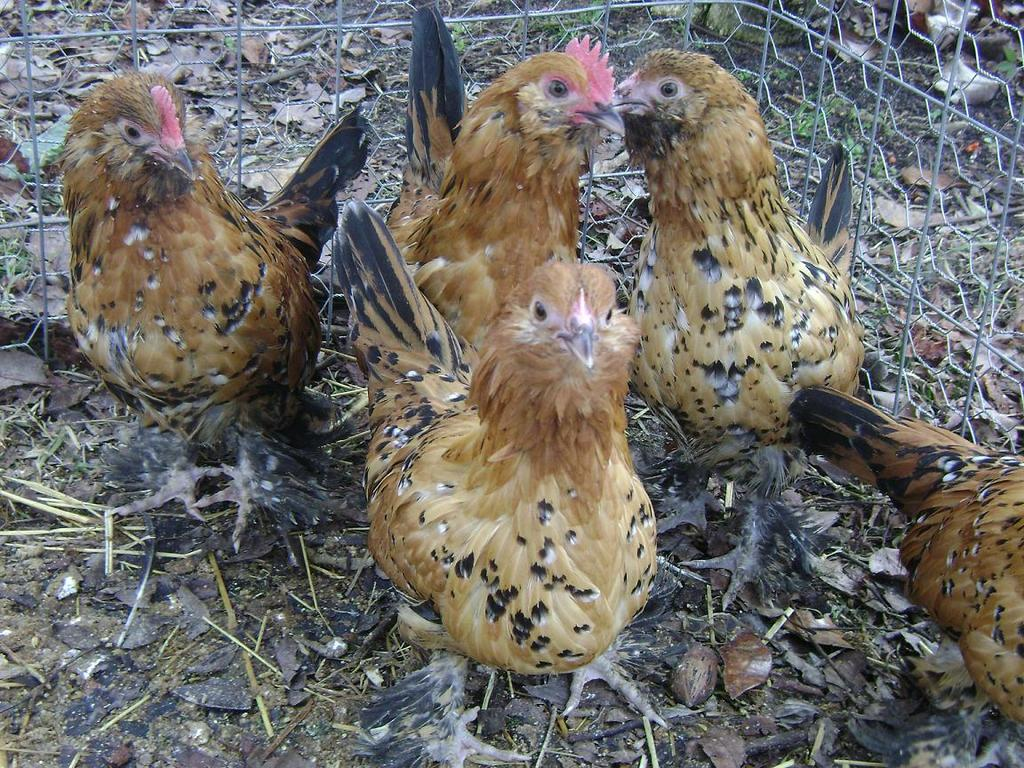
Benbefjädrad urdvärg

Benbefjädrad urdvärg är en hönsras som stammar från Holland där namnet är Sabelpootkriel. Den omnämns i litteratur redan på 1600-talet och är en urdvärg, det vill säga att den inte har någon stor motsvarighet. Dess namn kommer sig av att benen är fjäderbeväxta, vilket ger den en lätt vaggande gång. Noterbart för rasen är att individer med skägg kan förekomma. Den finns i flera olika färgvarianter, den så kallade porslinsfärgade varianten har en särskilt iögonfallande prickig eller blommig fjäderdräkt och efter detta kallas den ofta även för Mille Fleur, Tusen blommor.
En höna väger omkring 650 gram och en tupp väger omkring 750 gram. Äggen är vita och äggvikten är cirka 40 gram. Hönorna värper bra och de är ofta villiga att ruva och ta hand om kycklingar. Rasen är sällskaplig och pigg utan att vara flaxig och anses ofta dekorativ och lätt att få tam.

## Färger
- Björkfärgad
- Blå
- Blå/guldhalsad
- Blå/porslinsfärgad
- Blå/vitfläckig
- Citron/porslinsfärgad
- Gul
- Gul/columbia
- Gul/vitfläckig
- Guldhalsad
- Ljus/columbia
- Orangebröstad
- Orangehalsad
- Porslinsfärgad
- Pärlgrå
- Pärlgrå/vitfläckig
- Röd
- Röd/vitfläckig
- Silverhalsad
- Svart
- Svart/guldhalsad
- Svart/silverhalsad
- Svart/vitfläckig
- Tvärrandig
- Vit